# 孟加拉管辖区
孟加拉管辖区（英語：Bengal Presidency），正式名称为威廉堡管辖区（英語：Presidency of Fort William）、孟加拉省（英語：Bengal Province），是英属印度的一个地区。管辖範圍大致為印度次大陸西北部。槟榔屿和新加坡在行政上也曾是管辖区的一部分，直到它们于1867年组成海峡殖民地。1699年，东印度公司宣布加尔各答为首府。孟加拉管辖区的开始于1765年，英国东印度公司与莫卧儿帝国皇帝和奥德行政长官之间的条约，将孟加拉、比哈尔和奥里萨置于公司管辖之下。管辖区包括中央省以北所有英国领地，从恒河和布拉马普特拉河口到喜马拉雅山脉和旁遮普。1831年西北省成立，随后包括Oudh in 联合省（北方邦）；第一次世界大战前夕整个印度北部被分为4个lieutenant-governorships ：旁遮普、联合省、孟加拉和东孟加拉和 阿萨姆和西北边境省 under a Commissioner。

## 詳細範圍
最大时包括现在的孟加拉国全境、印度的西孟加拉邦、阿萨姆邦、比哈尔邦、奥里萨邦、北方邦、北阿坎德邦、旁遮普邦、哈里亚纳邦和喜马偕尔邦和切蒂斯格尔邦，中央邦和马哈拉施特拉邦的一部分、巴基斯坦的西北边境省和旁遮普省、以及缅甸。
新加坡連聖誕島和科科斯（基林）群島、馬六甲和檳城，由1826年至1867年也由轄區管理，直至後來英方願意將這些地方獨立管理。

## 早期历史
17世纪上半叶，东印度公司在孟加拉建立最早的居留地。这些居留地完全是商业性的。1620年，一位公司代理人在巴特那立足；1624-1636年公司